# Beda Menzel
Beda Menzel (* 2. Januar 1904 in Braunau, Bezirk Braunau, Österreich-Ungarn; † 29. August 1994 in Niederhatzkofen bei Rottenburg an der Laaber) war ein deutscher Benediktiner (OSB). Lehrer, Kunst- und Kirchenhistoriker.

## Leben
Geboren in Braunau, Haus Num. 6-III als der Sohn des Schneidergehilfen Franz Menzel und dessen Ehefrau Anna, geb. Opitz. Die Vatersfamilie stammte aus Grossdorf (Velká Ves) bei Braunau, der Großvater war ein Taglöhner. Er besuchte in seiner Heimatstadt die Volksschule und das Gymnasium der Benediktiner. Nach der Matura 1923 trat er ins Stift Broumov ein. Das Noviziat absolvierte er im Stift Břevnov. Von 1924 bis 1928 studierte er Katholische Theologie und klassische Philologie an der Karlsuniversität in Prag. Nach dem Militärdienst in der Tschechoslowakischen Armee wurde er am 1. Juli 1928 in der hl. Adalberts Kirche des Priesterseminars in Prag - Dejvice zum Priester geweiht. Ein Zweitstudium für das Lehramt an Gymnasien in den Fächern Geschichte und Erdkunde absolvierte er von 1928 bis 1934 in München und in der Deutschen Universität Prag. 1932 wurde er in Prag zum Doktor der Philosophie promoviert, und 1933 und 1934 legte er die Lehramtsprüfungen (für Geschichte, Geographie, griechische und lateinische Sprache) ab. Von 1937 bis 1939 leitete er das Braunauer Stiftsobergymnasium. Während des ganzen Zweiten Weltkrieges war er Pfarrer der Klosterpfarrei Ruppersdorf. Am 27. November 1945 floh er mit Abt Dominik Prokop ins Kloster Metten. Von 1947 bis 1963 leitete er das Johannes-Nepomuk-Gymnasium in Niederbayern. Von 1964 arbeitete er als Kunst- und Kirchenhistoriker für das Institut für Kirchen- und Geistesgeschichte der Sudetenländer.

## Schriften (Auswahl)
- Die Abteikirche in Rohr. Ein Werk des Egid Quirin Asam (1722). Regensburg 1959, OCLC 632574117.
- mit Franz Schöbel: Gotteshäuser der Heimat. Ein Heimatbuch des Riesengebirges und Braunauer Ländchens. Kempten 1966, OCLC 1018210747.
- Abt Franz Stephan Rautenstrauch von Břevnov-Braunau. Herkunft, Umwelt und Wirkungskreis. Königstein im Taunus 1969, OCLC 462862594.
- Schicksale der Abtei Braunau in Rohr unter der Regierung des Abtes Dr. Dominik Prokop 1926–1969 und deren Auswirkungen. München 1980, OCLC 144817012.